# Ian Robinson (Squashspieler)
Ian Robinson (* 12. September 1952 in York) ist ein ehemaliger englischer Squashspieler.

## Karriere
Ian Robinson war in den 1970er- und 1980er-Jahren als Squashspieler aktiv und erreichte im Januar 1982 mit Rang 19 seine höchste Platzierung in der Weltrangliste. 
Mit der englischen Nationalmannschaft nahm er an mehreren Europameisterschaften teil. Er gewann mit ihr von 1975 bis 1979 fünfmal in Folge sowie nochmals 1982 den Titel. In den Jahren 1976, 1977 und 1981 gehörte er außerdem zum britischen bzw. englischen Kader bei der Weltmeisterschaft. 1976 sicherte er sich den Titelgewinn, 1977 und 1981 wurde er mit der Mannschaft Vierter. Er gewann insgesamt 55 Partien für England.
Zwischen 1976 und 1983 stand er fünfmal im Hauptfeld der Weltmeisterschaft im Einzel. 1981 erreichte er mit dem Achtelfinale sein bestes Resultat. Dort unterlag er Geoff Hunt in drei Sätzen. 1979 wurde er nach einer Finalniederlage gegen Gawain Briars britischer Vizemeister.
Nach seiner aktiven Karriere arbeitete Robinson, der verheiratet ist und einen Sohn hat, als Squashtrainer und TV- und Radiokommentator. Er schrieb außerdem mehrere Bücher über Squash.

## Erfolge
- Weltmeister mit der Mannschaft: 1976
- Europameister mit der Mannschaft: 6 Titel (1975−1979, 1982)
- Britischer Vizemeister: 1979